# Wenceslaus Johann Gustav Karsten
Wenceslaus Johann Gustav Karsten (Neubrandenburg, 15 de dezembro de 1732 – Halle, Saale,17 de abril de 1787) foi um matemático alemão. Foi professor da Universidade de Rostock, da Universidade de Halle-Wittemberg e da Universidade de Bützow, tendo sido reitor desta última.
Obteve um doutorado em 1755 na Universidade de Rostock, com a tese Dissertatio mathematica inquirens in notionem algebrae eiusque differentia ab arithmetica.
Morreu em Halle, Saale aos 58 anos de idade e foi sepultado em 19 de abril de 1787 no Stadtgottesacker de Halle.